# The Good Guys (2010)
The Good Guys ((em Portugal) Bons Rapazes) é uma série de televisão estadounidense sobre um polícia veterano, o seu jovém companheiro, e os casos que ambos resolvem juntos.  A série estreou na FOX (Estados Unidos) a 19 de maio de 2010 com um episódio piloto, e começou a transmitir regularmente a 7 de junho de 2010. Conta com a participação de Bradley Whitford como Dan Stark e de Colin Hanks como Jack Baliley. A série foi cancelada pela Fox Television Studios em 15 de dezembro de 2010.

## Elenco
Dan Stark (Bradley Whitford) é um polícia que nos anos 80 salvou Andy, o filho do Governador do Texas Sanford Davis, e que atualmente passa a maioria do tempo a reviver aquele momento. As suas técnicas para resolver os casos são muito pouco convencionais, e em muitos casos durante o seu trabalho vai vivendo amores torridos mas termina sempre por resolver os enigmas. Dan também é conhecido por ter uma relação amigável com os criminosos que deteve, como é o caso de Julius.
O creador da série, Matt Nix descreve a Dan Stark como "um polícia fantástico de 1981, só que ficou parado no tempo. Devido a isto, também custa-lhe a adaptar-se às novas técnologias.
Diversas vezes conta a Jack, histórias sobre os velhos dias com o seu ex-companheiro Frank Savage, com quem mantinha uma certa relação de polícia-amigo. Gosta de comer amendoins com casca, ouvir Foghat e mastigar pastilha elástica
Jack Bailey (Colin Hanks) é um ambicioso detetive que segue sempre os protocolos mas que com o tempo vai seguindo os passos de Dan.
Liz Traynor (Jenny Wade) é uma assistente fiscal do distrito e a ex-namorada de Jack. Aparentemente, acabou com eles porque "não queria sair com um polícia". No entanto, é obvio que os 2 não conseguiram esquecer os momentos que tiveram, o que por vezes faz com que aconteça situações incomodas. No episódio "The Whistleblower" Liz acaba o namoro com Kyle decidindo assim dar uma segunda oportunidade a Jack e a ela própria.
Tenente Ana Ruiz (Diana Maria Riva) é a chefe de Jack e Dan. Ela acredita que poderá manter o departamento longe de confusões, colocando Jack e Dan em casos menores.
Julius Grant (RonReaco Lee) é um ex-criminoso, que agora trabalha como barman.
Samantha Evans (Angela Sarafyan) é uma investigadora das cenas de crimes. Porém o seu trabalho tinha sido designado para o laboratório, mas ela prefere trabalhar em campo nunca negando ajudar Jack e Dan com os seus casos sempre que possa.
Elton Hodges (Joel Spence) é o impiedoso detetive rival de Dan, e discorda totalmente com os métodos policiais do Dan.
Frank Savage (Gary Cole) foi o companheiro de Dan Stark durante os seus "dias de glória". Deixou a polícia depois de ter uma crise nervosa.